# Møns Klint

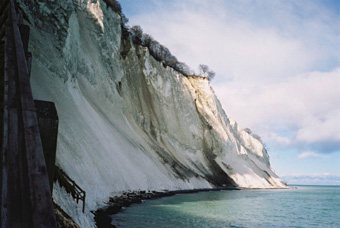
Møns Klint - 128m de altura

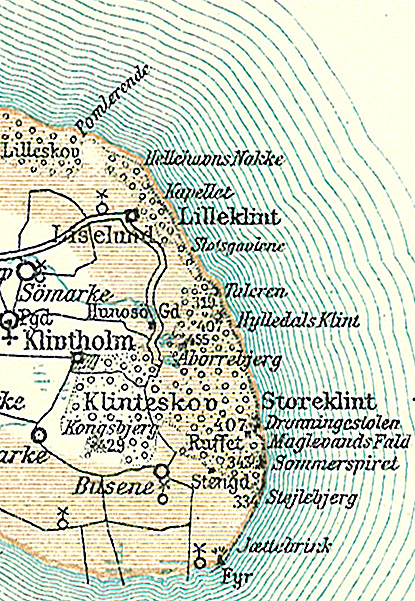
Mapa por volta de 1900.

Møns Klint, é uma impressionante atração turística ao longo da costa oriental da ilha dinamarquesa de Møn no Mar Báltico. Os penhascos de calcário brilhante se estendem por cerca de 6 km desde o parque de Liselund no norte, até o farol no sul. Algumas das falésias chegam a ter uma altura de 120 metros sobre o mar abaixo. A área em torno de Møns Klint consiste em florestas, pastagens, lagoas e morros íngremes, incluindo Aborrebjerg que, com uma altura de 143 m, é um dos pontos mais altos da Dinamarca. Os penhascos e parque adjacente estão protegidos como reserva natural. Møns Klint é um destino turístico bastante popular em toda a Europa, com centenas de milhares de visitantes por ano. Há caminhos marcados claramente para os pedestres, motociclistas e ciclistas. O caminho ao longo das falésias oferece vistas impressionantes e leva a escadaria para a praia em vários locais.

## Geologia

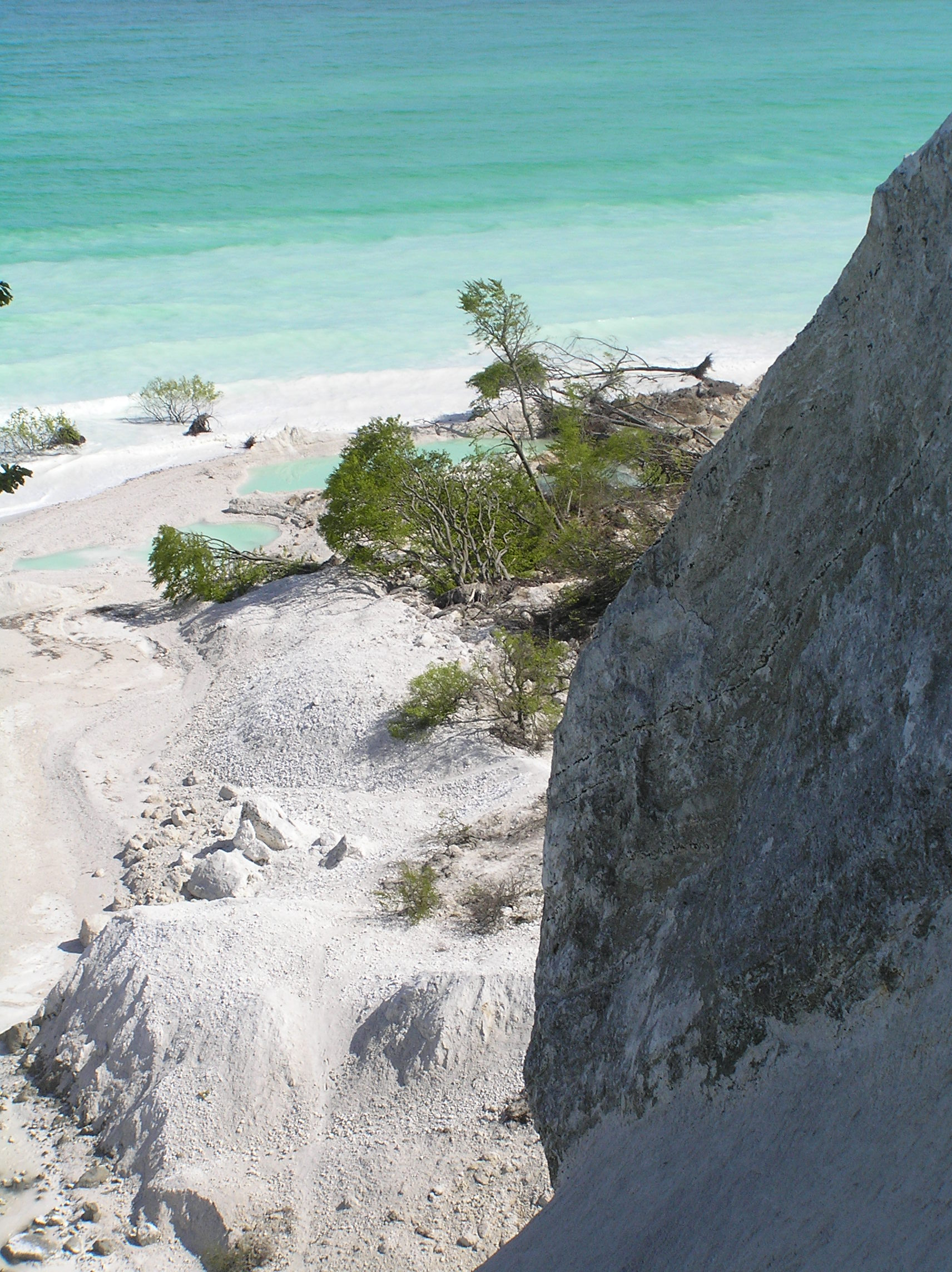
Depois do desabamento de 2007 do Store Taler

O calcário que forma as falésias é composto de restos de conchas de milhões de criaturas microscópicas (cocolitóforos), que viviam no fundo do mar há mais de 70 milhões de anos. Como resultado da enorme pressão das geleiras que se deslocaram para o oeste, o terreno foi compactado e empurrado para cima, formando uma série de colinas e dobras. Quando o gelo derreteu no final da última Idade do Gelo, há cerca de 11 000 anos, surgiram as falésias. Elas fazem parte dos mesmos depósitos das falésias de Rügen, na Alemanha, do outro lado do Báltico. Hoje, é possível encontrar fósseis de vários tipos de crustáceos, já que o mar continua a corroer o calcário.
A erosão também causou um dos pontos mais altos sobre as falésias, a Sommerspir, que caiu no mar em 1998, e em janeiro de 2007, houve um desmoronamento ainda maior em torno da Store Taler, na parte norte das falésias, criando uma península de 300 metros de comprimento de calcário e árvores caídas estendendo-se mar abaixo.